# Monumento al Alzamiento
Monumento al Alzamiento är ett monument i Spanien.   Det ligger i provinsen Ceuta och regionen Ceuta, i den södra delen av landet, 500 km söder om huvudstaden Madrid. Monumento al Alzamiento ligger 28 meter över havet.
Terrängen runt Monumento al Alzamiento är huvudsakligen kuperad, men den allra närmaste omgivningen är platt. Havet är nära Monumento al Alzamiento österut.  Närmaste större samhälle är Ceuta, 2,6 km sydväst om Monumento al Alzamiento. 